# بلدة ديلافان (ويسكونسن)
ديلافان (بالإنجليزية: Delavan (town), Wisconsin)‏ هي بلدة تقع بولاية ويسكونسن في الولايات المتحدة. تبلغ مساحتها 72.9 (كم²)، وترتفع عن سطح البحر 288 م، بلغ عدد سكانها 4559 نسمة في عام 2000 حسب إحصاء مكتب تعداد الولايات المتحدة وتصل الكثافة السكانية فيها 69.5 نسمة/كم2.

## أعلام
- إيفان إس. تايلر

## وصلات خارجية
- The US50 - Cities and Towns in Wisconsin State
- Wisconsin Cities and Towns, Facts, Map, Flag, Colleges, Government, and More